# No One Lives Forever 2: A Spy in H.A.R.M.’s Way
No One Lives Forever 2: A Spy in H.A.R.M.’s Way (рус. Никто не живёт вечно 2: С.Т.Р.А.Х. возвращается) или NOLF2 — шутер от первого лица с элементами стелса, разработанный Monolith Productions и выпущенный в продажу Sierra Entertainment 30 сентября 2002. Является официальным сиквелом игры The Operative: No One Lives Forever. Игрок опять принимает роль спецагентки Кейт Арчер, работающей на Е.Д.И.Н.С.Т.В.О. (англ. U.N.I.T.Y.) в борьбе с криминальной организацией, известной лишь как С.Т.Р.А.Х. (англ. H.A.R.M.). Действие второй игры в серии происходит на более экзотических местностях, таких как японская деревня ниндзя, тайная подводная база и парк трейлеров в Огайо во время смерча. Также в игре появляется новый набор оружия и шпионского оборудования. В 2003 году вышло дополнение под названием Contract J.A.C.K. (рус. Контракт Д.Ж.Е.К.).

## Сюжет
Действие происходит спустя год после событий оригинальной игры. США и СССР находятся на грани войны из-за претензий на небольшой, но стратегически важный остров Киос. Кейт проникает в СССР, чтобы узнать стратегические планы советского руководства относительно острова, но она находит лишь очередной план С.Т.Р.А.Х.'а, который собирается использовать собственное секретное оружие — сверхсолдат, чтобы столкнуть в ядерном конфликте обе сверхдержавы, а после их уничтожения окончательно завоевать власть над миром. Соответственно, дальнейшие действия мисс Арчер направлены на срыв этого плана. Ей предстоит побывать в Японии, Сибири, США, Индии, Антарктике, на секретной подводной базе С.Т.Р.А.Х.'а в Эгейском море, чтобы наконец сойтись в бескомпромиссной схватке с врагами непосредственно на острове Киос.

## Игровой процесс
Как и в первой игре, задания можно проходить несколькими способами: в открытую, пользуясь всем арсеналом оружия, скрытно, используя навыки тайного агента, с помощью шпионских приспособлений или комбинируя все три способа.

## Отзывы в прессе
| Сводный рейтинг       | Сводный рейтинг               |
| Агрегатор             | Оценка                        |
| --------------------- | ----------------------------- |
| GameRankings          | 91,03 %                       |
| Metacritic            | 91/100                        |
| Иноязычные издания    |                               |
| Издание               | Оценка                        |
| AllGame               | [ 3 ]                         |
| CVG                   | 9,3/10                        |
| Eurogamer             | 8/10                          |
| GamePro               | [ 5 ]                         |
| GameSpot              | 9,3/10                        |
| GameSpy               | [ 7 ]                         |
| IGN                   | 9,0/10                        |
| Русскоязычные издания |                               |
| Издание               | Оценка                        |
| Absolute Games        | 85 %                          |
| PC Gamer в России     | 87 %                          |
| «Домашний ПК»         | [ 11 ]                        |
| «Игромания»           | 9,5/10                        |
| «НИМ»                 | 8,7/10                        |
| «Страна игр»          | 9,0/10                        |
| Награды               |                               |
| Издание               | Награда                       |
| «Игромания»           | «Лучший 3D Action» (2002)     |
| «НИМ»                 | «Game World Navigator Choice» |
| «Страна игр»          | «Платина - выбор редакции»    |